# 기갑가
《기갑가》(機甲歌), 독일어로 《판처리트》(독일어: Panzerlied)은 1933년 크루트 비레(Kurt Wiehle) 작사, 아돌프 호프만(Adolf Hoffmann) 작곡으로 제작된 독일군의 행진가(Marschlied)이다.
제3제국 시절에 만들어진 노래이나, 전후에도 독일연방공화국 육군에서 가사를 일부 변경하여 불렀다. 원래 멜로디는 루이스카리트(Luiskalied)라는 어부의 노래에서 따온 것이다. 제1차 세계대전 후의 공산의용군(Freikorps)의 행진가 〈강철의 군단(Das eiserne Schar)〉이 우연히 마찬가지로 루이스카리트를 사용했으며 이것이 나치시대의 친위대 노래집에 수록되었기 때문에 독일연방군의 노래집에 친위대의 노래가 수록되었다는 비판이 일어 최근에는 부르지 않게 되었다.
이 노래는 영화 《벌지 대전투》에서 전차병들이 합창하는 장면에 쓰였으며 이 때 세계적으로 유명해졌다. 영화에서는 1절만 반복하여 부른다.
예전 독일군의 참모총장이 일본을 방문했을 때 자위대의 음악대가 이 노래를 독일어로 연주하여 빈객들을 놀라게 했다. 이후 육상자위대의 음악대에선 이 노래를 연주하는 전통이 생겼다.
플레이스테이션 게임 〈팬저프론트〉에서도 독일군 전차의 BGM으로 이 멜로디를 사용하고 있다. 세가새턴 게임 〈월드 어드밴스드 워 천년제국의 흥망〉에도 독일군 BGM으로 등장한다.
대한민국 국군 기갑부대 군가 《충성전투가》(忠成戰鬪歌)가 이 노래의 번안곡이다.

## 가사
| 원문 (First stanza) Ob's stürmt oder schneit, ob die Sonne uns lacht, Der Tag glühend heiß, oder eiskalt die Nacht, Verstaubt sind die Gesichter, doch froh ist unser Sinn, Ja, unser Sinn, Es braust unser Panzer im Sturmwind dahin. (Second stanza) Mit donnernden Motoren, geschwind wie der Blitz, Der Feinde entgegen, im Panzer geschützt Voraus den Kameraden, im Kampf steh'n wir allein, Ja wir allein, So stoßen wir tief in die feindlichen Reih'n. (Third stanza) Wenn vor uns ein feindlicher Panzer erscheint, Wird Vollgas gegeben und ran an den Feind. Was gilt denn unser Leben für uns'res Reiches Heer? Ja, Reiches Heer. Für Deutschland zu sterben ist unsre höchste Ehr'. (Fourth stanza) Mit Sperren und Tanks hält der Gegner uns auf, Wir lachen darüber und fahren nicht drauf. Und schüttelt er gar grämlich und wütend seine Hand, Ja seine Hand, Wir suchen uns Wege, die keiner sonst fand. (Fifth stanza) Und läßt uns im Stich einst das treulose Glück, Und kehren wir nicht mehr zur Heimat zurück, Trifft uns die Todeskugel, ruft uns das Schicksal ab, Ja, Schicksal ab, Dann wird unser Panzer ein ehernes Grab! | 해석 (제1절) 폭풍우 치든지 눈이 내리든지, 태양이 우리 향해 미소 짓든지, 뙤약볕 뜨겁게 끓어도, 밤공기 얼음처럼 추워도, 우리 얼굴은 먼지투성이, 하지만 우리는 즐거운 마음들, 그래, 즐거운 마음들 전차에 한 몸 맡기고 폭풍 속으로 돌격하리라. (제2절) 천둥소리 치는 엔진을 달고, 번개와 같이 빠르게 적을 향해 돌격하는 전차 안에 타고 전우들의 앞에서 앞서가는 우리, 홀로 서리라. 그래, 홀로 서리라 우리는 그렇게 적병들에게 쇄도하여 무찌른다. (제3절) 우리 눈앞에 적군의 전차가 나타난다고 하여도, 우리는 놈들에게 다가서 그 목을 비튼다. 국가 육군을 위한 일 외에 무엇에 목숨이 아까우랴? 그래, 육군을 위해. 도이칠란트를 위해 죽는 것이 가장 큰 영광이어라. (제4절) 적 전차가 장애물과 함께 우리 앞을 가로막는다고 해도, 우리는 한 번 비웃고 놈들을 지나쳐 버리리. 비록 적병이 분노에 차 침울하게 손을 흔들어도 그래, 손 흔들어도 우리는 갈 길을 간다, 그 누구도 가지 못한 길로. (제5절) 그리고 만약 운이 나빠 불운 속에 던져진다고 하여도, 그리고 집으로 영영 돌아갈 수 없다고 하여도, 죽음의 탄환이 우리를 찾아내, 운명이 우리를 데려간다고 해도 그래, 데려간다고 해도. 그렇다면 우리의 전차는 자랑스러운 강철 무덤이 되리라! |

## 참고자료
- 세계군가전집 - 팬저리트[깨진 링크(과거 내용 찾기)]
- 팬저리트 원본